# الظفيرة
الظفيرة هي إحدى قرى محافظة النماص في الجنوب الغربي وتتبع منطقة عسير في المملكة العربية السعودية.

## التسمية والموقع
الظـَّفِيرَة: بفتح الظاء المعجمة وفاء مكسورة وياء ساكنة و راء مفتوحة وهاء مهملة،
والظفيرة قرية من قرى آل جرار من العضيدات من بني عمرو، وتقع على جانب وادي آل عياش من الجهة الجنوبية ويقام فيها سوق أسبوعي يعقد كل يوم ثلاثاء لمدة شهر ثم ينقل السوق إلى قرية آل الشخين لشهر كامل ليتم التناوب بين القريتين كما يفصل وادي عياش بين القريتين.